# Velia
Velia là tên La Mã của thành phố Magna Graecia nằm trên bờ biển Tyrrhenus. Nó được thành lập bởi những người Hy Lạp tới từ Phocaea với tên là Hyele (tiếng Hy Lạp cổ: Ὑέλη) từ giữa những năm 538-535 trước Công nguyên. Thành phố sau đó được đổi thành Ele và sau đó là Elea (/ˈɛliə/; tiếng Hy Lạp cổ: Ἐλέα) trước khi đổi thành tên hiện tại trong kỷ nguyên La Mã. Tàn tích của nó nằm gần Cilento, gần làng Velia hiện tại, được đặt theo tên của thành phố cổ. Về mặt hành chính, nó thuộc đô thị Ascea, tỉnh Salerno, phân vùng Cilento, Campania, Ý.
Nơi đây được biết đến như quê hương của các triết gia Parmenides và Zeno xứ Elea, cùng trường phái triết học Eleatic. Các phần của thành cổ (Acropolis) của Elea cũ đã từng là một mũi đất nhô ra biển gọi là Castello a Mare (nghĩa là lâu đài trên biển trong tiếng Ý. Bây giờ là nội địa và đổi tên thành "Castellammare della Bruca" trong thời Trung Cổ.

## Địa lý
Nó nằm gần bờ biển Tyrrhenus trong một khu vực đồi gần Marina di Casalvelino và Marina di Ascea trên một đường kết nối Agropoli với bờ biển Cilentan ở phía nam. Dân số tập trung chủ yếu ở vùng đồng bằng ven biển, bao quanh phần phía nam của các tàn tích cổ đại, ở các đồi Enotria, Bosco và Scifro. Velia cũng có một nhà ga đường sắt trên tuyến Napoli-Salerno-Reggio Calabria, nhưng đã đóng cửa vào cuối những năm 1970.

## Lịch sử
Theo sử gia Hy Lạp cổ Herodotus thì vào năm 545 trước Công nguyên, các người Hy Lạp ở vùng Ionia (nay thuộc Thổ Nhĩ Kỳ) đã chạy khỏi thành Phocaea (nay thuộc Thổ Nhĩ Kỳ), khi bị quân Ba Tư bao vây. Sau khi lang thang trên biển (8 tới 10 năm), họ đã ngừng lại tại Reggio Calabria, nơi mà dường như triết gia Xenophanes - lúc đó đang ở Messina - đã đi theo họ, rồi họ đi dọc bờ biển lên phía bắc và lập thành phố Hyele, sau đặt tên lại là Ele, và rồi cuối cùng là Elea. Vị trí của thành phố này gần như cùng vĩ độ với thành phố Phocaea. (Khoảng 1' 20" Bắc)
Elea không bị các người Lucani xâm chiếm, nhưng cuối cùng theo La Mã năm 273 trước Công nguyên và nhập vào Lucania thời xưa.

## Các phế tích Velia
Các đường phố Hy Lạp đã có từ thế kỷ thứ 4 tới thế kỷ thứ 3 trước Công nguyên ở Velia, Ý. Porta Rosa là đường phố chính ở Elea. Đường phố này được lát bằng các tảng đá vôi với một rãnh thoát nước mưa.
Vẫn còn di tích của các tường thành với dấu vết một cổng, cùng nhiều tháp, có chiều dài tổng cộng trên 3 dặm. Sau này các gạch cũng được sử dụng. Dạng của tường cũng kỳ lạ, mỗi bên có 2 khía rãnh hình chữ nhật mỗi rãnh khoảng 9,68 cm² (1,5 inch vuông) với độ dày 10,16 cm (4 inches). Tất cả đều bằng gạch Hy Lạp. Cũng có vài di tích các bể chứa nước cùng nhiều di tích các tòa nhà.

## Hình ảnh

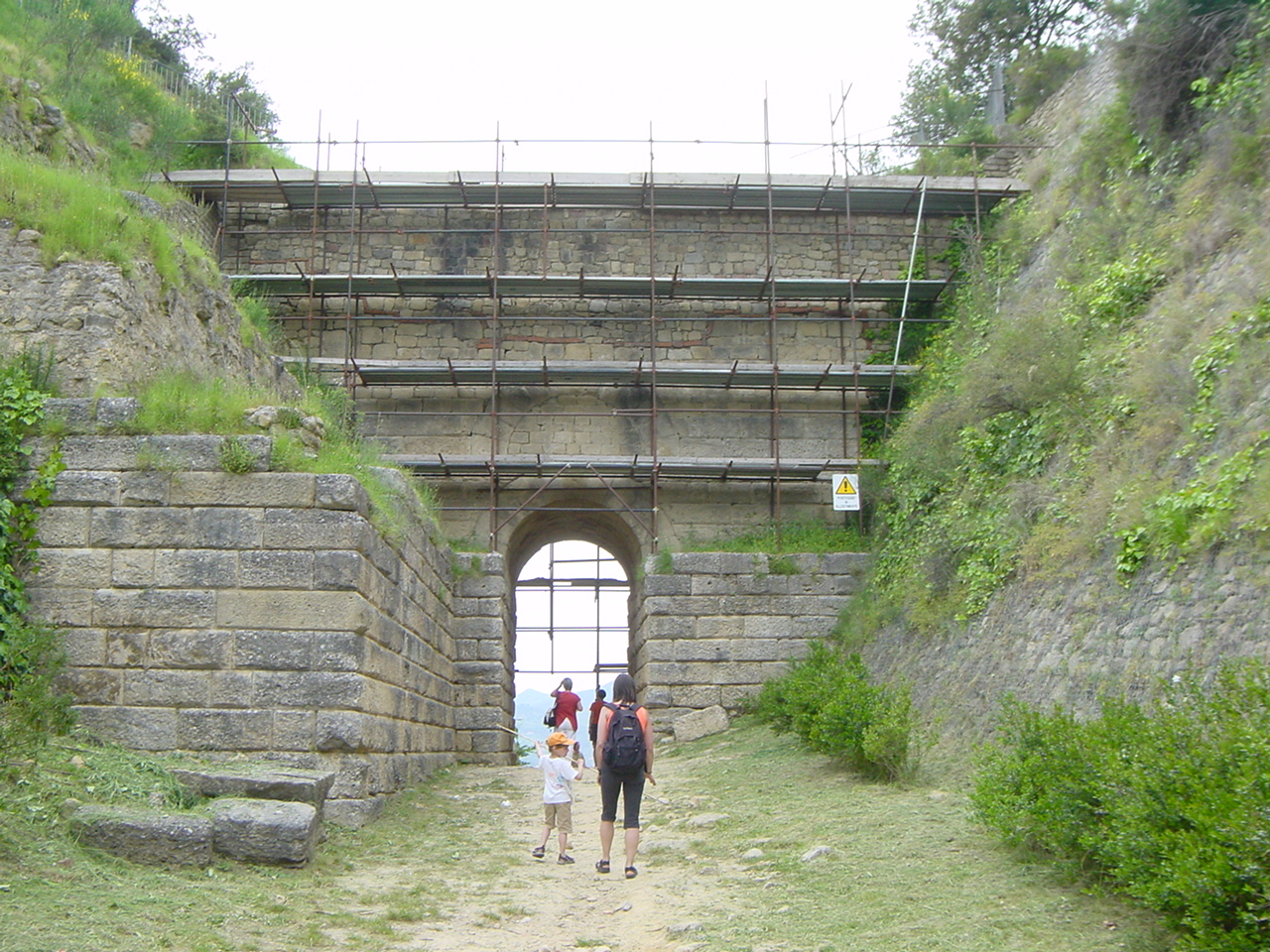
Porta Rosa là ví dụ điển hình về cổng vòm Hy Lạp thế kỷ 4 TCN
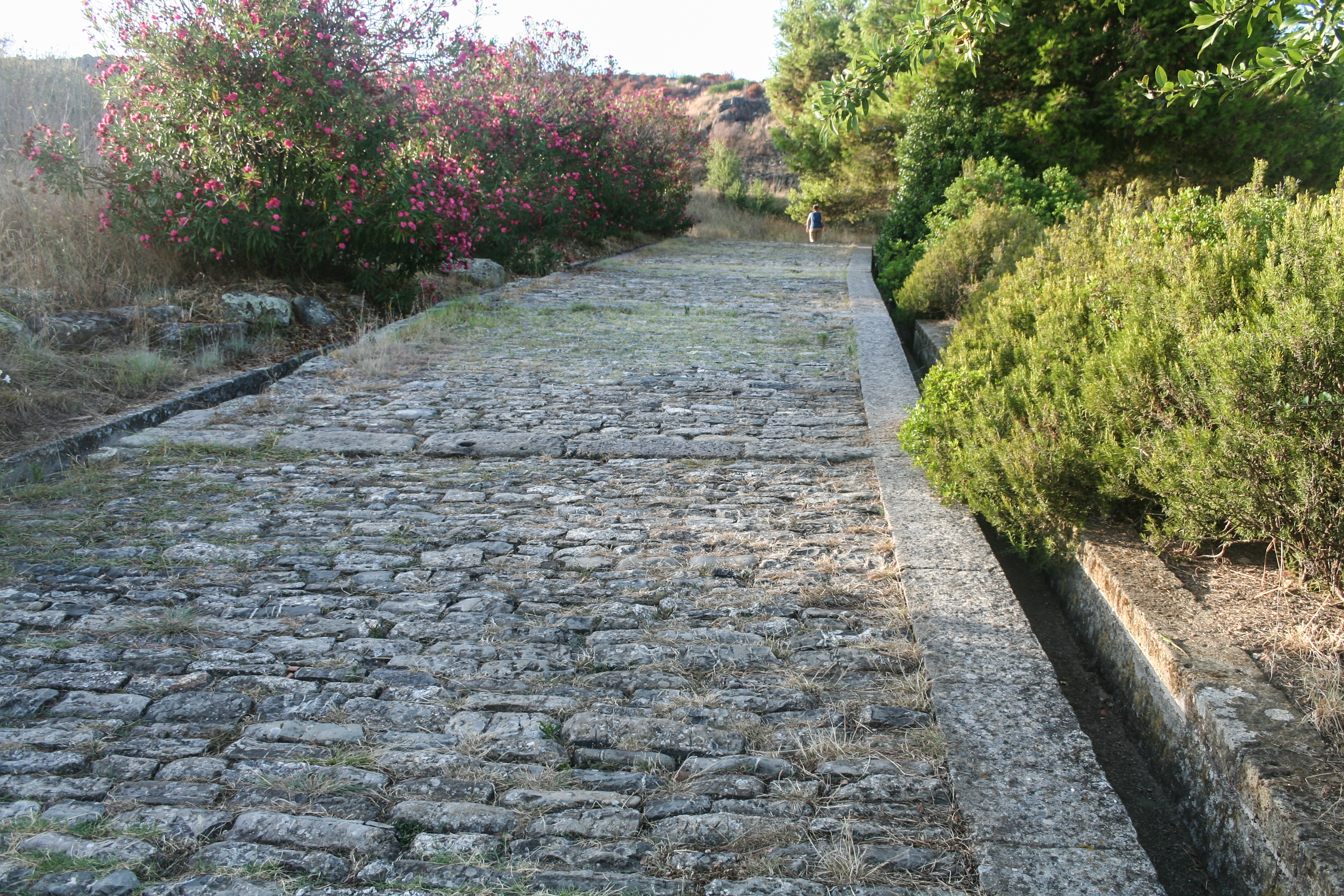
Con đường Porta Rosa là con đường chính của Elea, vào khoảng thế kỷ thứ 4 đến thế kỷ thứ 3 TCN
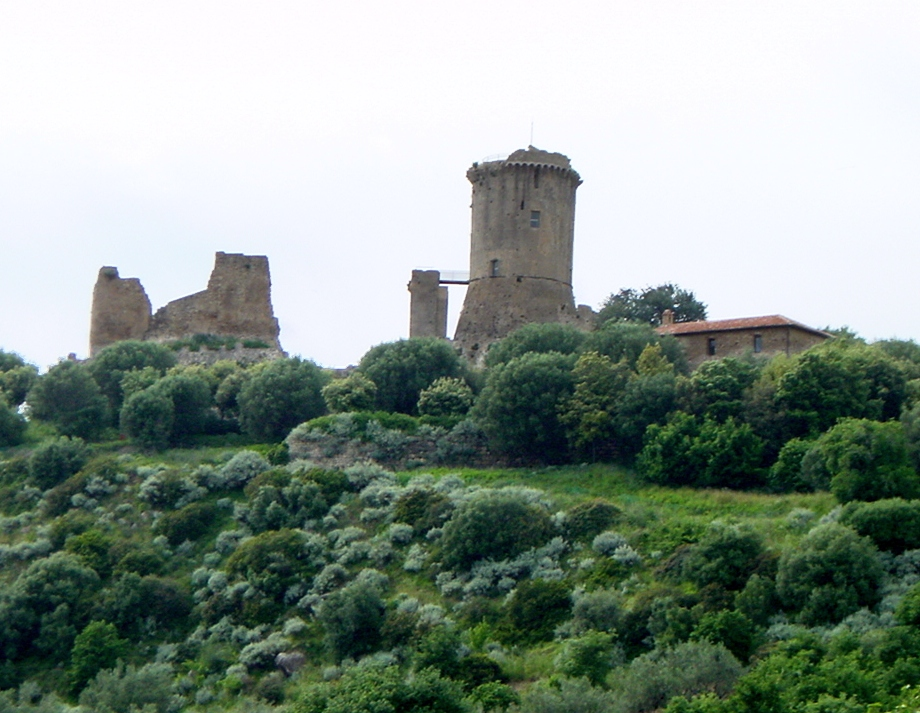
Tháp Velia thời trung cổ được xây dựng từ một ngôi đền Hy Lạp
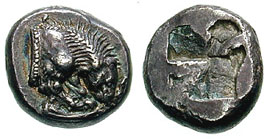
Drachma, khoảng năm 535-510 BC